# Esenbeckia leiocarpa
Esenbeckia leiocarpa es una especie de planta perteneciente a la familia de las rutáceas. Es un endemismo de Brasil.  

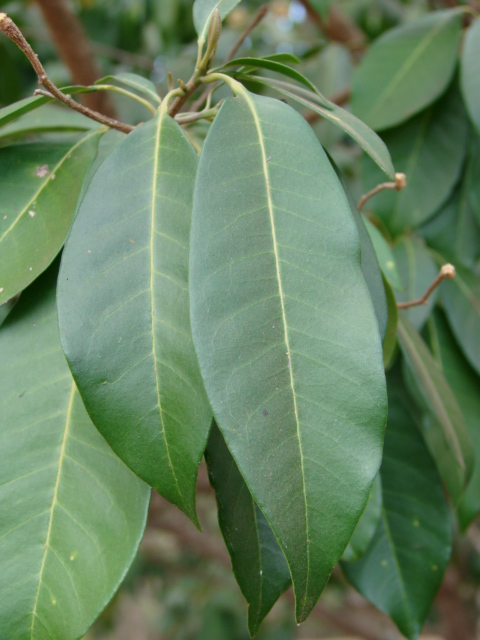
Detalle de las hojas

## Distribución y hábitat
Está considerada en peligro de extinción por la pérdida de hábitat. El hábitat de esta especie se ha reducido considerablemente debido a la conversión masiva de los bosques durante el siglo pasado para la agricultura, la ganadería y las plantaciones. La madera es fuerte y resistente a la descomposición y es de gran valor comercial. Las últimas poblaciones están siendo gradualmente reducidas. Se distribuye por el Nordeste (Bahia), Centro-Oeste (Mato Grosso), Sudeste (Minas Gerais, Espírito Santo, São Paulo, Río de Janeiro), Sur (Paraná)

## Taxonomía
Esenbeckia leiocarpa fue descrita por Adolf Engler y publicado en Flora Brasiliensis 12(2): 145, t. 32, f. 1, en el año 1874.
Etimología
Esenbeckia: nombre genérico que fue otorgado en honor del naturalista alemán Christian Gottfried Daniel Nees von Esenbeck (1776 - 1858).
leiocarpa: epíteto latíno que significa "con fruta suave".